# إنديانابوليس 500 سنة 1957
سباق إنديانا بوليس -500 ميل 1957 أقيم في حلبة إنديانابوليس موتور سبيدواي في 30 مايو 1957 وفاز في السباق سام هانكس من فريق جورج صالح بمتوسط سرعة 135.601 ميل/س (218.229 كم/س).
وكان أول المنطلقين بات أوكونور بسرعة 143.948 ميل/س (231.662 كم/س).